# Депортація корейців
Депортація корейців почалася у вересні 1937 року. На підставі спільної постанови Раднаркому і ЦК ВКП (б) № 1428-326 «Про виселення корейського населення з прикордонних районів Далекосхідного краю», підписаного Сталіним і Молотовим, 172 тисячі етнічних корейців були виселені з прикордонних районів Далекого Сходу на незаселені пустинні і необжиті райони Казахстану і Середньої Азії. Відповідно до Рішення Політбюро ЦК ВКП (б) № П51/734 від 21 серпня 1937 року «З метою припинення проникнення японського шпигунства в ДВК, провести наступні заходи: ... виселити все корейське населення прикордонних районів ДВК .... і переселити в Південно-Казахстанську область в райони Аральського моря і Балхаша і Узбецької РСР».
Депортація була викликана тим, що 7 липня 1937 року - японські війська вторглися в Китай, а Корея була в той час частиною Японської імперії. Однак звинувачень в «пособництві ворогові» корейцям ДВК як народу не пред'являлося. Репресіям піддавалися також колишні громадяни про-японської держави Маньчжоу-Го і колишні службовці Китайсько-Східної залізниці (Наказ НКВД від 20.09.1937 р № 00593).
За відомостями і переписів населення за 1983 рік, найбільше корейців (350 тисяч чоловік) на території СРСР проживало в Узбекистані. Після розпаду СРСР на відміну від Росії та Казахстану в Узбекистані не було прийнято акта про насильно переселених народів. Частина корейців, які проживали в Узбекистані, також як і представники інших некорінних народів стали емігрувати з Узбекистану в інші країни, в першу чергу в Росію і Казахстан.
Депортація радянських корейців восени 1937 року була першою в СРСР депортацією за етнічною ознакою після Громадянської війни в Росії.